# Isola di Rejneke
L'isola di Rejneke (in russo Остров Рейнеке, ostrov Rejneke) è un'isola russa che fa parte dell'arcipelago dell'imperatrice Eugenia ed è bagnata dal mar del Giappone.
Amministrativamente appartiene al Pervomajskij rajon di Vladivostok nel Territorio del Litorale, che è parte del Circondario federale dell'Estremo Oriente.

## Geografia

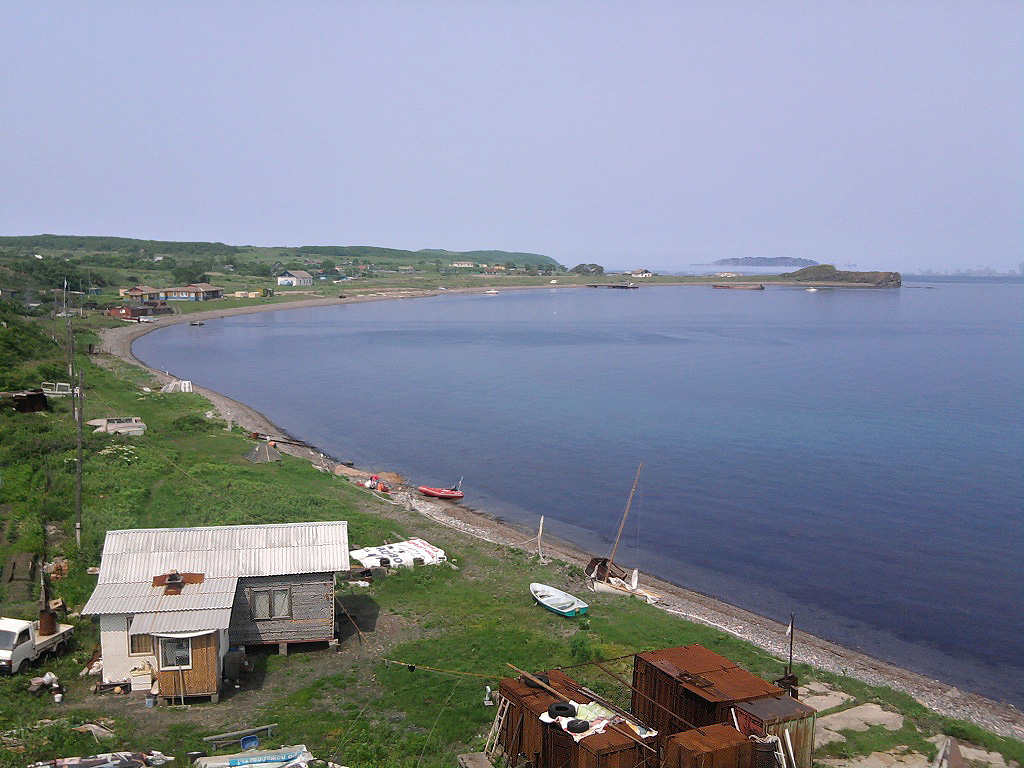
Il villaggio di Rejneke visto dalla cima di una collina.

L'isola di Rejneke è situata nella parte centrale del golfo di Pietro il Grande circa 25 km a sud-ovest di Vladivostok. È bagnata a ovest dal golfo dell'Amur e a est dal golfo dell'Ussuri, che sono le due insenature settentrionali in cui si divide il golfo di Pietro il Grande. Si trova 450 m a sud dell'isola di Popov e poco meno di 3 km a nord-est dell'isola di Rikord da cui è separata dallo stretto dell'Amur (пролив Амурский, proliv Amurskij).
Rejneke è, per area, la quarta più grande isola nell'arcipelago dell'imperatrice Eugenia, dopo Russkij, Popov e Rikord; ha una forma rettangolare irregolare, con ampie insenature alternate a corti promontori. Ha una lunghezza di 3,5 km da est a ovest e di 3 km da nord a sud, per una superficie totale di 4,63 km².
Nella parte sud-occidentale raggiunge un'altezza massima di 148 m s.l.m. L'isola è comunque costituita principalmente da pianure, con altezze che si aggirano sui 100–140 m. Le coste sono leggermente frastagliate, caratterizzate da scogliere a picco, lunghe spiagge e zone dove si trovano lagune e laghi di origine lagunare. La linea costiera è lunga 11,8 km. Le spiagge possono essere di vario tipo: sabbiose, di ciottoli rossastri e neri, di granito e gneiss. Lungo la costa si incontrano scogli e faraglioni.
L'isola è abitata da 23 persone (al 2005), tutte residenti nel villaggio di Rejneke, al centro della costa settentrionale.

### Flora e fauna
La presenza di spiagge costiere, di pittoresche scogliere rocciose e di piccole baie aumenta la ricchezza di flora e fauna marina. L'isola è coperta da prati con vegetazione erbacea relativamente comune. Sul versante occidentale, dalla parte del golfo dell'Amur, si trovano grandi boschi di latifoglie, mentre sul lato orientale ci sono boschi più piccoli. Come per l'isola di Popov con cui condivide i fondali, sono presenti mammiferi come foche, balene e delfini; 278 specie di pesci, tra cui specie commerciali come merluzzi, aringhe, sardine, pollock e stagionalmente salmoni giapponesi. Numerose sono anche le specie di invertebrati e altri animali marini, circa 2000 distribuite tra crostacei, molluschi, echinodermi, etc.

## Isole adiacenti
- Isola di Vykent (остров Выкента, ostrov Vykenta), è un'isola rocciosa nel nord-est di Rejneke.
- Isola di Kozlov (остров Козлова, ostrov Kozlova), 2,2 km a nord-ovest di Rejneke, è un'isoletta allungata da nord a sud.
- Isole di Verchovskij (острова Верховского, ostrova Verchovskogo), sono una serie di scogli e piccoli isolotti a sud-est di Rejenke.

## Storia
L'isola fu scoperta nel 1862-63 dalla spedizione guidata dall'ufficiale della flotta navale Vasilij Matveevič Babkin e fu così chiamata in onore del viceammiraglio Michail Francevič Rejneke, direttore del dipartimento idrografico del Ministero della Marina.
Nel 2009 un grande incendio devastò pesantemente un bosco. Gli isolani riuscirono a domare le fiamme che giunsero a pochi metri dalle loro case. Tuttavia il villaggio di Rejneke non fu in alcun modo danneggiato.

## Turismo
Come Russkij, Popov e altre isole limitrofe, Rejneke è un luogo di villeggiatura per gli abitanti di Vladivostok e dintorni. Le spiagge sassose e sabbiose e i fondali marini attirano in estate tra i 500 e i 1000 turisti. Luoghi d'interesse sono i bei panorami, i prati di fiori gialli, le rocce rosse e la grotta "Corpo di Ballo del Mare". I visitatori possono arrivare sull'isola tramite il traghetto per l'isola di Popov che, tre volte alla settimana, fa tappa anche su Rejneke.